# Charles Adolphe Richard-Cavaro
Charles Adolphe Richard-Cavaro, né le 20 avril 1819 à Vernon et mort le 9 mars 1890 à Paris, est un peintre français.

## Biographie
Charles Adolphe Richard est le fils de Louis François Richard, percepteur des contributions directes, et de Marie Émilie Justine Cavaro.
Élève de Jean-Auguste-Dominique Ingres et de Léon Cogniet, il expose au Salon de 1844 à 1880.
Il est professeur de dessin au lycée Louis Le Grand et à l'école des arts décoratifs.
Il meurt célibataire à son domicile de la rue Perronet, à l'âge de 70 ans. 

## Œuvres exposées aux Salons parisiens
(sauf mention)
- La Flora, d'après le Titien (Florence), au Salon de 1859, aquarelle
- La Vierge au Rosaire, d'après Sasso-Ferralo (église de Sainte-Sabine, à Rome), au Salon de 1859, aquarelle
- Le Sénat de Venise, au Salon de 1859
- Les trois Maries pleurant le Christ, au Salon de 1859
- Un chef de Condottieri, d'après Sébastien del Piombo (Florence), au Salon de 1859, aquarelle
- Le Titien à Madrid, au Salon de 1861
- Copa la danseuse (Chanson antique), au Salon de 1861
- Jean Goujon chez Diane de Poitiers, au Salon de 1861
- La Tentation, au Salon de 1862 (Toulouse)
- Jules II et Michel Ange à Bologne, au Salon de 1863
- Un caprice trop coûteux, au Salon de 1863
- Assassinat du duc de Gandia, sous la fenêtre de Lucrezia Borgia, à Rome, au Salon de 1863
- Assassinat du duc de Gandia, sous les fenêtres de Lucrezia Borgia, à Rome, dans la nuit du 14 juin 1497 (Histoire des Borgia), au Salon de 1864 (Toulouse)
- Mort du connétable de Bourbon devant Rome, au Salon de 1864
- Violante Palma et le Titien, au Salon de 1864[5].
- Henri III à Venise, au Salon de 1865
- Salomon de Caus, au Salon de 1866
- Abdication de Catherine Cornaro, reine de Chypre, entre les mains du doge de Venise. 1488, au Salon de 1866
- La Réponse embarrassante, au Salon de 1867 (Carcassonne)
- Christophe Colomb, au Salon de 1867
- Un Tour de Page, au Salon de 1867	Carcassonne)
- Une soirée de printemps, au Salon de 1868
- La Dogaresse, au Salon de 1868
- Naïs ; idyle, au Salon de 1869
- Phryné, au Salon de 1870
- Protestants fuyant la France après la révocation de l'édit de Nantes ; 1685, au Salon de 1870
- Michel-Ange et Jules II, à Bologne, au Salon de 1878, aquarelle
- Sainte Élisabeth de Hongrie : le miracle des roses, au Salon de 1878
- Le Doge Foscari, au Salon de 1879, aquarelle
- Jean Goujon chez Diane de Poitiers, au Salon de 1879, aquarelle
- Chanson vénitienne, au Salon de 1880